# Birnbaum Friebelstraße

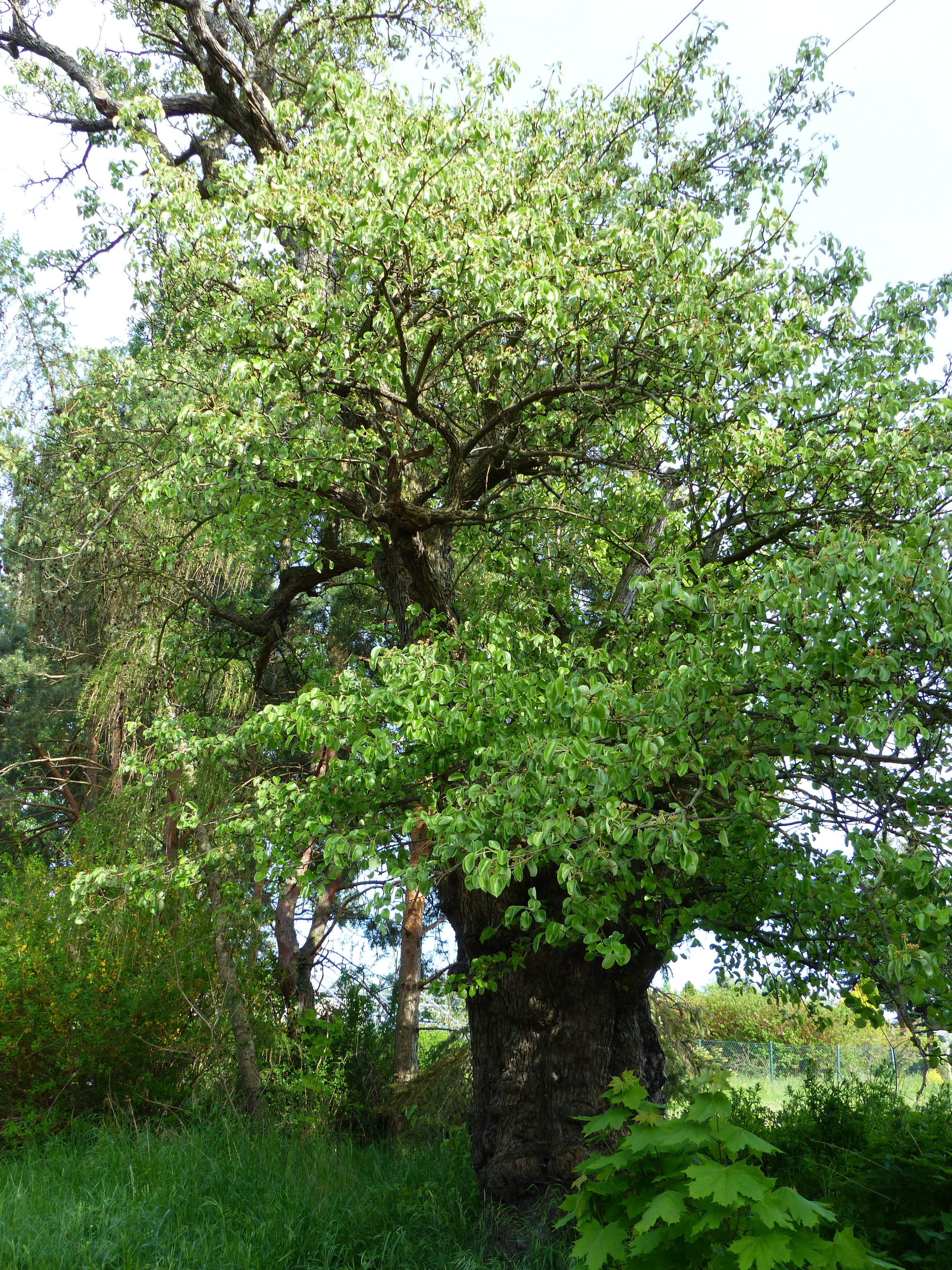
Birnbaum, Mai 2015

Der Birnbaum Friebelstraße ist ein als Einzelbaum ausgewiesenes Naturdenkmal (ND 125) im Dresdner Stadtteil Gostritz. Der Baum, eine Kultur-Birne (Pyrus communis) mit 3,05 Metern Stammumfang und einem Kronendurchmesser von 10 Metern, ist mit rund 200 Jahren der möglicherweise älteste bekannte Birnbaum im Stadtgebiet Dresdens.

## Geographie
Der Baum steht am Feldrand schräg gegenüber der Mündung der Rosentitzer Straße in die Friebelstraße (Flurstück 132a, Gemarkung Gostritz) im Stadtbezirk Plauen im Dresdner Süden.

## Geschichte

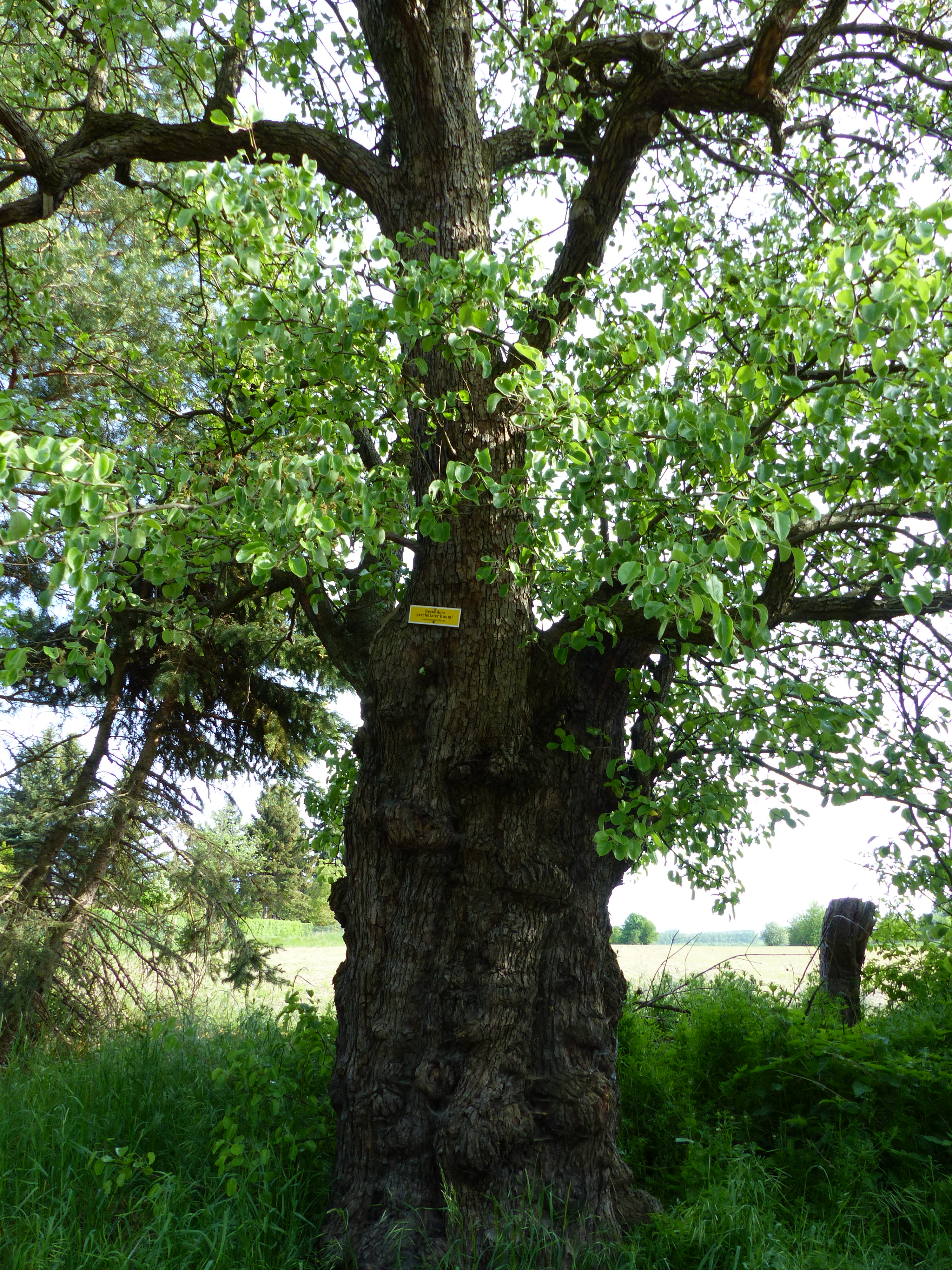
Straßenansicht des Baums mit dem Hinweisschild für seinen besonderen Schutz

Es ist unklar, wann der Baum gepflanzt wurde, Schätzungen zufolge war dies im frühen 19. Jahrhundert.
Gostritz gehört seit 1921 als Stadtteil zur sächsischen Landeshauptstadt Dresden. Im Jahr 2012 beabsichtigte die Landeshauptstadt Dresden als untere Naturschutzbehörde die Unterschutzstellung von „39 besonders wertvolle[n] Bäume[n] an 29 Standorten“, darunter dieser Birnbaum. Er ist innen hohl, jedoch vital. Ihm wird daher noch eine hohe Lebensdauer beschieden, wenn sich seine Standortfaktoren nicht verschlechtern. Die Festsetzung als Naturdenkmal erfolgte im Januar 2015 mittels einer Verordnung.
Der Schutzbereich rings um den Baum erstreckt sich unter der gesamten Krone zuzüglich fünf Metern, mindestens jedoch acht Meter von der Mitte des Stamms.
Es handelt sich nicht um das erste Naturdenkmal in Gostritz. Bereits 1985 ist ganz im Westen der Gemarkung der Läusebusch im Nöthnitzgrund (ND 9) zum Flächennaturdenkmal erklärt worden, diesem folgten 1996 die Alte Ziegelei Gostritz und der Magerrasen Gostritz (ND 55 und 56).